# Death of a Scoundrel
Death of a Scoundrel (conocida en español como Amores de un impostor en España y Los amores de un canalla en México) es una película dramática de cine negro estadounidense de 1956 dirigida por Charles Martin y protagonizada por George Sanders, Yvonne De Carlo, Zsa Zsa Gabor, Victor Jory y Coleen Gray. Fue distribuida por RKO Pictures. Esta película y The Falcon's Brother son las únicas dos que presentan a los hermanos en la vida real George Sanders y Tom Conway, quienes interpretan a hermanos en ambas películas. La música de la película es de Max Steiner y el director de fotografía es James Wong Howe.
Death of a Scoundrel es una adaptación ficticia de la vida y misteriosa muerte de Serge Rubinstein.

## Argumento
Sabourin, un refugiado checoslovaco, es hallado muerto en su habitación. Su secretaria, la señorita Kelly, relata a la policía cómo este se hizo millonario en Nueva York. Su historia, llena de traiciones, fraudes, amoríos e infidelidades, revela que casi todos los que lo conocían deseaban su muerte.

## Reparto
- George Sanders como Sabourin.
- Yvonne De Carlo como la Srta. Kelly.
- Zsa Zsa Gabor como la Sra. Ryan.
- Víctor Jory como Leonard Wilson.
- Nancy Gates como Stephanie North.
- Coleen Gray como Edith van Renssalaer.
- John Hoyt como O'Hara.
- Lisa Ferraday como Zina Monte.
- Tom Conway como Gerry Monte Sabourin.
- Celia Lovsky como la Sra. Sabourin.
- Werner Klemperer como Herbert Bauman.

## Producción
La película se basó en un guion original de Charles Martin que se inspiró en la vida y muerte de Serge Rubenstein. Formó su propia compañía y anunció que esta sería la primera de cinco películas.
En junio de 1955 se anunció que Charles Martin había ofrecido el papel protagonista femenino a Corinne Calvet. Martin también envió una copia del guion a Arlene Dahl, Joan Caulfield, Ida Lupino y Constance Bennett.
Quería que Rossano Brazzi fuera el protagonista masculino. Robert Mitchum y Alec Guinness eran otras posibilidades. Finalmente, George Sanders aceptó protagonizar.

## Recepción
La reseña de The New York Times dice: «El Sr. Sanders y compañía hacen de Death of a Scoundrel una ficción ingeniosa y a veces fascinante. Sin embargo, sólo intenta sondear casualmente los corazones y las mentes de sus protagonistas».